# Ensdorf (Saar)
Ensdorf là một đô thị ở huyện Saarlouis, bang Saarland, Đức. Đô thị Ensdorf, Saarlouis có diện tích 8,39 km². Đô thị này tọa lạc bên hữu ngạn sông Saar, đối diện Saarlouis, cự ly khoảng 20 km về phía tây bắc của Saarbrücken.